# 制度暴力
制度暴力（英語：Structural Violence），或译为结构性暴力，其概念于1969年由挪威社會學家、和平學學者约翰·加尔通在论文《暴力、和平与和平研究》中最早提出，是一種不易被覺察、不明顯但卻廣泛存在的暴力形式，是一種可「殺人不見血」的暴力。這種暴力形式經由政治和經濟系統的日常運作而產生並主要加諸於無權勢者身上，其特殊之處在於沒有直接的施暴者，暴力隱含在制度結構之中，以不平等的權力關係和資源為暴力的具體體現形式，與能夠主觀地感受到的較為明顯的暴力如戰爭、殺戮和辱罵等不同。

## 概念由來與定義
「結構性暴力」概念由挪威社會學家、和平學學者约翰·加尔通於1969年在其論文《暴力，和平與和平研究》中提出，他將政治排除、貧富差異、種族文化偏見與社會不公義等結構性問題視為暴力的一種類型。在政治、經濟、法律和文化制度所造成的壓迫、剝削、歧視和偏見下，社會上部分人尤其是弱勢群體無法得到與其他人平等的生存需求或條件，因而造就流亡、貧窮、飢餓、疏離、或自我否定，導致這些人的生存受到威脅。他形容這些暴力有如板塊運動不容被肉眼察覺，但一旦造成地震就會直接或間接產生傷亡。
加爾通指出，結構性暴力可總結為四種表現：剝削，滲透，分裂和排斥。剝削是一種使一方受惠的勞動分工的不平等結構；滲透指統治者通過控制被統治者或對被統治者的思想控制，以占據中心位置；分裂則分而治之，指將分裂或隔離被統治者；排斥則是指將被統治者置於邊緣地位。

### 與其他暴力的區別與關係
约翰·加尔通提出暴力可被區分為「直接暴力」、「結構性暴力」和「文化暴力」。直接暴力意指直接造成肉體或心理傷害的作為，是中斷或限制滿足人類基本需求如生存、幸福、認同、自由的一種顯然可見的暴力；結構性暴力與前者不同，是一種寄生於結構的隱性暴力，由政治、經濟、社會體制所形成權力與資源分配的不平等而產生地位不一致現象，這種暴力可導致某些人的生存或基本需求間接地遭受威脅，當權者可透過結構性暴力來合理化自身的統治，通過「掌控遊戲規則」而「殺人不見血地」對付被統治者；而文化暴力（也可以被理解為文化霸權），是加爾通從結構暴力中抽離出的一個概念，則指依靠對文化、教育、以及媒體上的控制，主導意義的詮釋權以規範是非對錯。此外，因為某些存在於文化體系中的元素會將直接暴力和結構性暴力合理化與合法化，故文化暴力亦被指是直接暴力與結構性暴力的生成源頭。

## 相關論述
美國歷史學家巴林頓·摩爾考察了英國、法國、美國、中國、日本和印度六國的革命史後，指出：「把暴力壓迫同暴力反抗混為一談，是十足荒謬的。然而，從斯巴達克斯、羅伯斯比爾直至現代，以武力反抗他們以前的主人的被壓迫者，總是備受責貶。與此同時，正統社會日復一日的壓迫，卻在大多數歷史書籍的背景部分一筆帶過。」對於革命總帶來過度暴力的問題，莫爾通過研究1793年法國旺代省事件期間共和政府派軍鎮壓保皇黨叛變時屠殺了幾萬人一事，指出：「沒有一位嚴肅思考過的人會否定這種血腥屠殺的悲劇性和不公正性。然而，在對這種恐怖行為進行評估時，我們必須記住（舊有）社會秩序的壓迫這個方面，而（旺代事件）則是對（舊社會的壓迫）所作回應而已。」
美國作家馬克·吐溫認為「壓迫人民，必致革命」，他指出在法國大革命期間除了革命所引起的暴力，還有另一種暴力：「第一種是在高漲激情下干犯謀殺，第二種則是冷血不仁的謀殺；第一種不過幾個月，第二種長達千年；第一種搞死了萬人，第二種搞死了一億；但我們只為第一種規模實小的恐怖而發抖，為這種插話式恐怖發抖。但是，第二種恐怖，即那種歷經一生的飢餓、挨冷、侮辱、殘酷和心碎然後才死，這種恐怖相比於以斧迅速殺人的恐怖，又算什麼？被綁在架上火烤，慢慢烤死，與驚雷刹那劈死人，第二種又算什麼？一座城市墓園就足以放下所有短暫恐怖所產生的棺材，但全法國都無法放下所有因為古舊而實在的恐怖所產生的棺材。這種無法言説的慘痛而又震驚人心的恐怖，卻從來沒人教導我們去正視它，正視其深且廣，也沒人教導我們該去憐憫受害者，雖然面對這種恐怖就該這樣做。」香港勞工運動研究者區龍宇認為，馬克吐溫所指的第二種恐怖便是「制度暴力」。

## 相關例子
有人认为，「新自由主義」主導下的金融系統在政府放任不規管的「正常」狀態下，產生極端貧富懸殊和金融海嘯等災難性的後果。
旅美評論員徐賁認為現今中國在「群體性事件」和暴力問題上有兩個意義層次上的「事件」，第一種是「突發事件」，第二種是前者引起公眾注意後成為公共事件或媒體事件，若對「突發事件」進行控制，不讓其被公眾注意和知曉，「突發事件」便不至於成為公共事件。為了控制「突發事件」，當局使用的不是直接暴力，而是制度暴力，即是「依法辦事」地強行阻止信息流通和控制各種傳媒空間，而「依法辦事」即是制度暴力的體現和化身。中國政府在處理「群體性事件」時一般同時使用兩種暴力，一種是在「突發事件」發生時用壓倒性的國家暴力迅速將其撲滅，另一種是同時使用制度性的強迫禁令暴力，阻止傳媒報導事件和輿論對事件作出討論，以防止「突發事件」成為公共事件。

## 制度暴力產生的影響

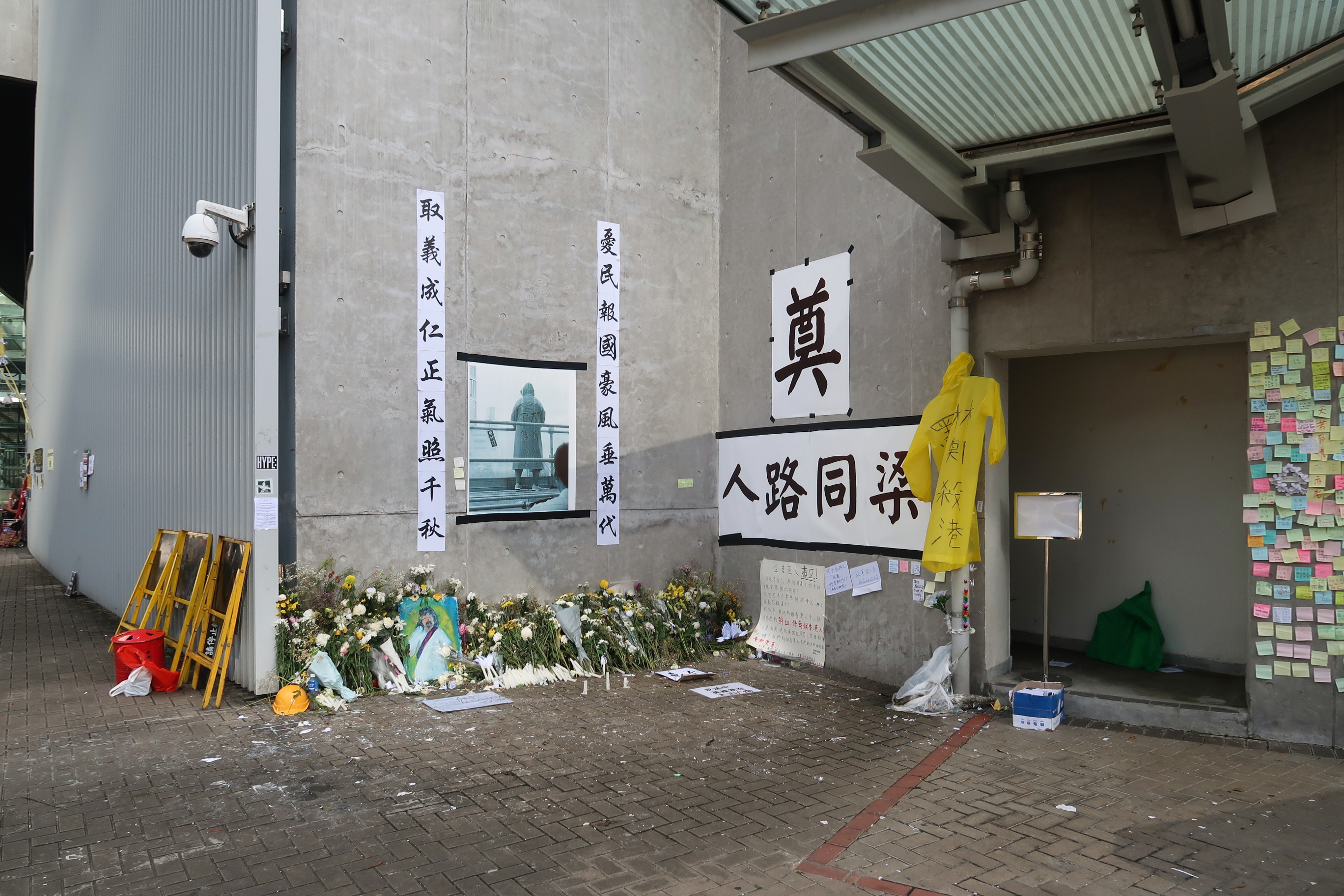
2019年香港反對逃犯條例修訂草案運動中有多名反修例人士自殺身亡，當中包括梁凌杰

薩爾瓦多總主教真福奧斯卡·羅梅羅曾指出，薩爾瓦多國內的暴力有四種：「自發的暴力」、「煽動或恐怖主義的暴力」、「鎮壓暴力」和「制度暴力」。羅梅洛總主教反對所有暴力，但明確指出四者之中最嚴重的暴力形式就是「制度暴力」。
制度暴力若不被正視，社會便會受到更多的暴力、傷害和分裂。在當權者橫行，法治不彰和社會正義沒有制度保障的情況下，人們極有可能在遭遇不平的事件或狀況時訴諸暴力，因為效果直接而快捷。在某些情況下，不通過言語辯論和不考慮後果的暴力行為會成為立即伸張正義的唯一方式。由於當權者和被管治者之間實力懸殊，因此被管治者不會在最初就以「雞蛋碰石頭」的方式進行抗議，被管治者自下而上的抗議都是循規蹈矩地以「申訴」、「請願」和「反映情況」來爭取當權者的善待，只有在完全走投無路的情況下，群眾才會鋌而走險地運用一種連暴力者自己都知道可能達不到目的的行為——「絕望暴力」，這種暴力甚至會以暴力者自己為對象，以自殺或同歸於盡為最終手段，相關人物如突尼斯的穆罕默德·布瓦吉吉和香港的梁凌杰。

## 拓展阅读
- Robert Gilman: "Structural violence. Can we find genuine peace in a world with inequitable distribution of wealth among nations?" (1983)
- Kathleen Ho: "Structural Violence as a Human Rights Violation"（页面存档备份，存于）, Essex Human Rights Review, Vol. 4 No. 2, September 2007 (ISSN 1756-1957)
- 熊培云. . . 北京: 新星出版社. 2015: 165–170. ISBN 978-7-5133-1713-9.